# Конкордат 1940 року
Конкордат 1940 року — угода між Португалією під владою уряду Нової держави Антоніу де Олівейра Салазара та Святим Престолом Католицької Церкви, підписана у Ватикані 7 травня 1940. Конкордат 1940 року зберігався до 2004 року, коли прем'єр-міністр Жозе Мануел Баррозу підписав новий. Текст Салазара пережив його і його режим на 30 років. Текст був ратифікований в 1975 році, після Революції гвоздик, у нього були внесені лише незначні поправки, щоб дозволити цивільне розлучення в католицьких шлюбах, зберігаючи при цьому решту статей чинними.
У травні 1940 року був підписаний конкордат між португальською державою і Ватиканом. Були труднощі на переговорах, які передували підписанню Конкордату, демонструючи, наскільки пристрасно бажала Церква відновити свій вплив, і наскільки рішучий був Салазар в запобіганні будь-якому релігійному втручанню в політичній сфері, виключної прерогативи держави, законодавство парламентської республіки в корені не змінилося: викладання релігії в школах залишалося добровільним, цивільні шлюби і цивільні розлучення зберігалися, а релігійні присяги відновлені не були. Єпископи повинні були бути призначені Святим Престолом, але остаточне висунення вимагало схвалення уряду. Духовенство підлягало військовій службі, але в формі пастирської допомоги збройним силам, а під час війни — і медичним підрозділам. Церква може створювати і підтримувати приватні школи, але вони перебуватимуть під державним контролем. Католицька релігія і мораль повинні викладатися в державних школах, якщо батьки не зажадають зворотного. Проте католикам, які святкували канонічні шлюби, не дозволили отримати цивільне розлучення. У законі йдеться, що «мається на увазі, що за фактом святкування канонічного шлюбу подружжя відмовляються від законного права вимагати розлучення». Попри цю заборону, до 1960 року майже 91 відсоток усіх шлюбів у країні були канонічними.
Одним з безпосередніх результатів конкордату було те, що 13 червня 1940 року Папа Пій XII видав енцикліку Saeculo exeunte, яка, окрім іншого, схвалює місіонерську діяльність Португалії, та підкреслює необхідність її осучаснення.

## Нотатки
1. ↑  Королівський контроль за церковними призначеннями був частиною "Padroado Real[en]«, тобто ексклюзивна королівська прерогатива, надана Папою Португальській короні для євангелізації на Далекому Сході та в інших місцях[3].» Таким чином, право вето в цьому конкордаті є даниною привілеї іберійських королів і служило для легітимізації режиму Салазара.